# Étricourt-Manancourt
Étricourt-Manancourt est une commune française située dans le département de la Somme, en région Hauts-de-France.

## Géographie

### Localisation

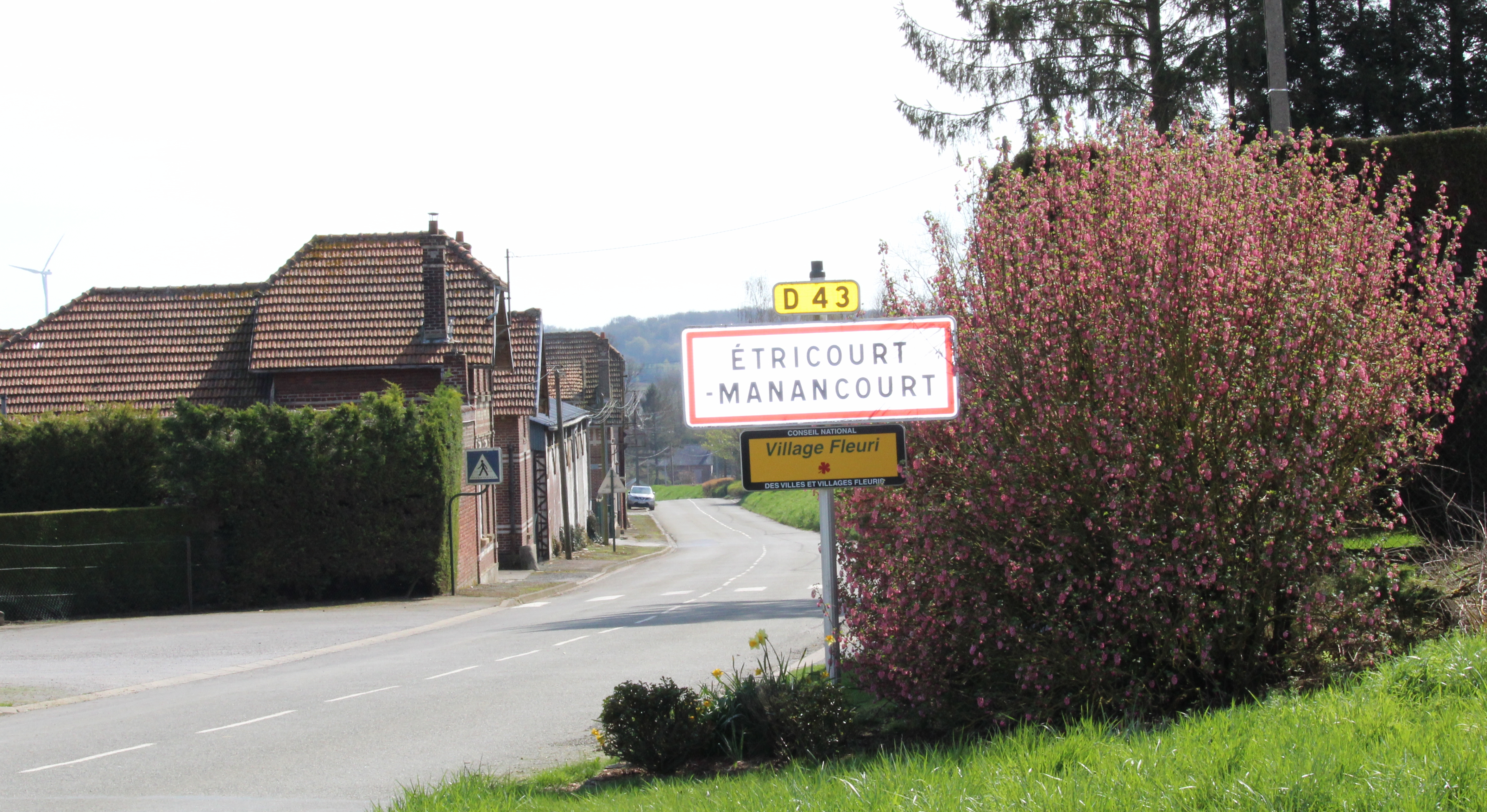
Entrée du village.

La petite commune d'Étricourt-Manancourt (528 hab. en 2015) se situe dans le département de la Somme, en limite du Pas-de-Calais.
L'autoroute A2 toute proche dessert la commune vers Cambrai (Nord) au nord et vers l'A1 et Péronne (Somme) à l'ouest. L'A26 rejoint Saint-Quentin (Aisne) vers le sud-est.

#### Communes limitrophes
|                     | Léchelle (Pas-de-Calais) | Ytres (Pas-de-Calais) |
| Mesnil-en-Arrouaise | Etricourt-Manancourt     | Equancourt            |
|                     | Moislains                | Nurlu                 |

### Hydrographie

#### Réseau hydrographique
La commune est située dans le bassin Artois-Picardie. Elle est drainée par le Canal du Nord et la petite rivière de la Torpille, autrefois nommée rivière de Hal ou de Hailles,.
La Tortille, d'une longueur de 16 km, prend sa source dans la commune de Étinehem-Méricourt et se jette  dans la Somme à Biaches, après avoir traversé six communes.

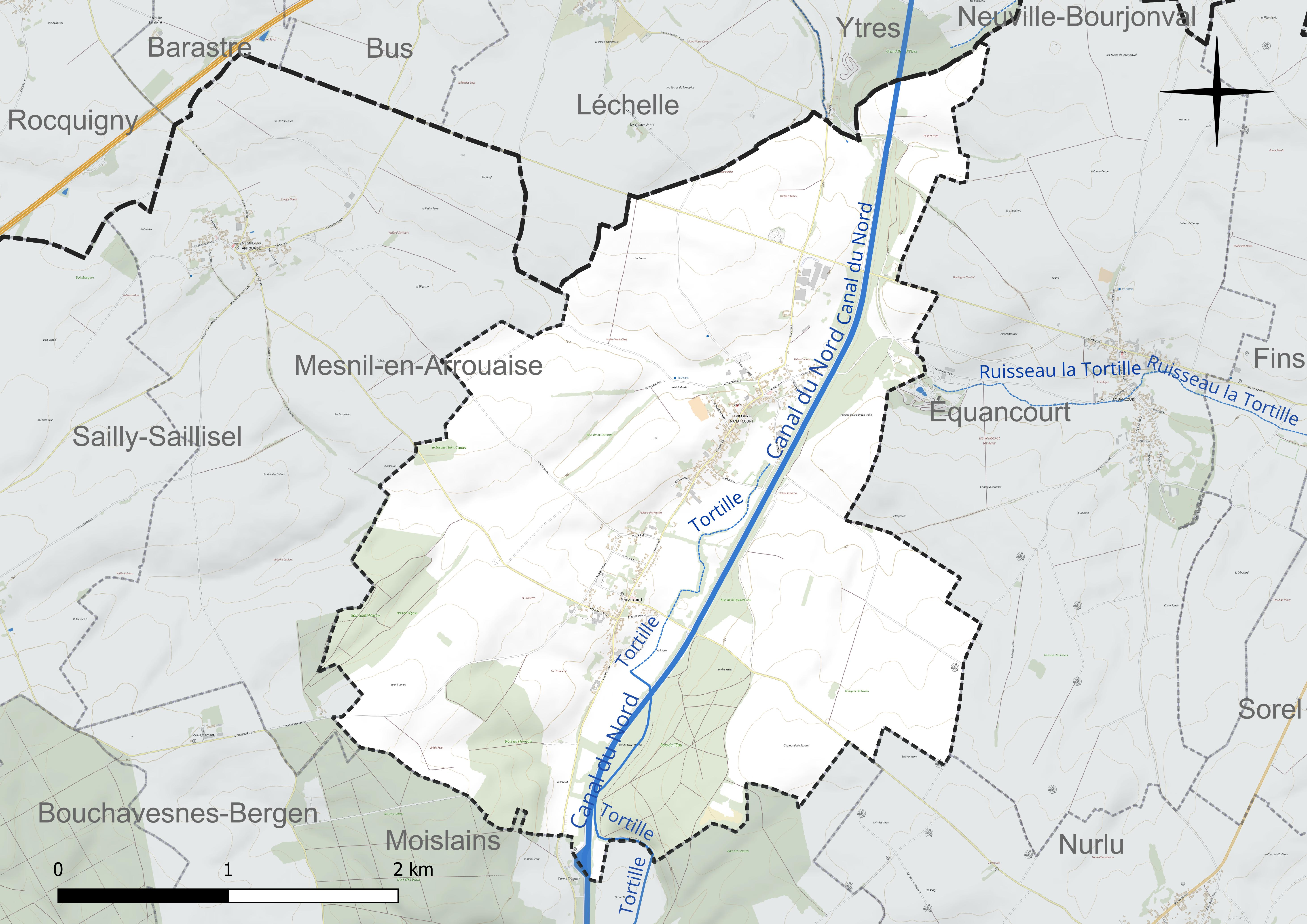
Réseau hydrographique d'Étricourt-Manancourt.

#### Gestion et qualité des eaux
Le territoire communal est couvert par le schéma d'aménagement et de gestion des eaux (SAGE) « Haute Somme ». Ce document de planification concerne un territoire de 1 798 km2 de superficie, délimité par le bassin versant de la Haute Somme est constitué d'un réseau hydrographique complexe de cours d'eau, de marais, d'étangs et de canaux. Le périmètre a été arrêté le 21 avril 2006 et le SAGE proprement dit a été approuvé le 15 juin 2017. La structure porteuse de l'élaboration et de la mise en œuvre est le syndicat mixte d'aménagement hydraulique du bassin versant de la Somme (AMEVA).
La qualité des cours d'eau peut être consultée sur un site dédié géré par les agences de l'eau et l'Agence française pour la biodiversité.

### Climat
Pour des articles plus généraux, voir Climat des Hauts-de-France et Climat de la Somme.
En 2010, le climat de la commune est de type climat océanique dégradé des plaines du Centre et du Nord, selon une étude du CNRS s'appuyant sur une série de données couvrant la période 1971-2000. En 2020, Météo-France publie une typologie des climats de la France métropolitaine dans laquelle la commune est exposée à un climat océanique et est dans la région climatique Nord-est du bassin Parisien, caractérisée par un ensoleillement médiocre, une pluviométrie moyenne régulièrement répartie au cours de l'année et un hiver froid (3 °C).
Pour la période 1971-2000, la température annuelle moyenne est de 10,2 °C, avec une amplitude thermique annuelle de 14,3 °C. Le cumul annuel moyen de précipitations est de 708 mm, avec 12,7 jours de précipitations en janvier et 9,2 jours en juillet. Pour la période 1991-2020, la température moyenne annuelle observée sur la station météorologique la plus proche, située sur la commune d'Épehy à 11 km à vol d'oiseau, est de 10,6 °C et le cumul annuel moyen de précipitations est de 752,8 mm,. Pour l'avenir, les paramètres climatiques de la commune estimés pour 2050 selon différents scénarios d'émission de gaz à effet de serre sont consultables sur un site dédié publié par Météo-France en novembre 2022.

## Urbanisme

### Typologie
Au 1er janvier 2024, Étricourt-Manancourt est catégorisée commune rurale à habitat dispersé, selon la nouvelle grille communale de densité à sept niveaux définie par l'Insee en 2022.
Elle est située hors unité urbaine. Par ailleurs la commune fait partie de l'aire d'attraction de Péronne, dont elle est une commune de la couronne,. Cette aire, qui regroupe 52 communes, est catégorisée dans les aires de moins de 50 000 habitants,.

### Occupation des sols
L'occupation des sols de la commune, telle qu'elle ressort de la base de données européenne d'occupation biophysique des sols Corine Land Cover (CLC), est marquée par l'importance des territoires agricoles (76,5 % en 2018), en diminution par rapport à 1990 (79,3 %). La répartition détaillée en 2018 est la suivante : 
terres arables (71,7 %), forêts (17,8 %), zones urbanisées (5,8 %), prairies (4,7 %). L'évolution de l'occupation des sols de la commune et de ses infrastructures peut être observée sur les différentes représentations cartographiques du territoire : la carte de Cassini (XVIIIe siècle), la carte d'état-major (1820-1866) et les cartes ou photos aériennes de l'IGN pour la période actuelle (1950 à aujourd'hui).

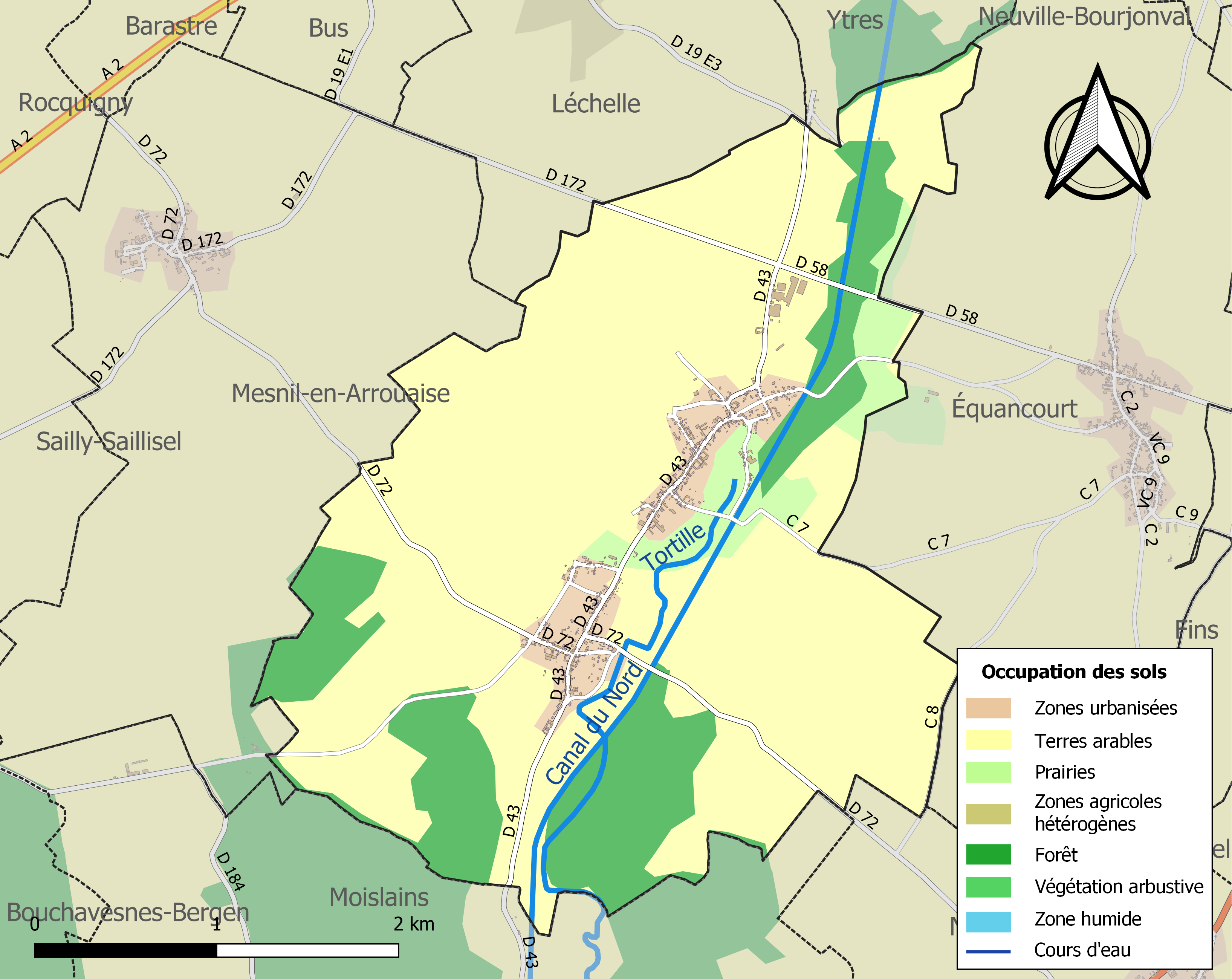
Carte des infrastructures et de l'occupation des sols de la commune en 2018 (CLC).

## Toponymie
Pour Étricourt, une bulle du pape Grégoire VI le nomme « Ostricourt »
Pour Manancourt, le village est cité en 983 dans une charte  de Lothaire sous la forme latinisée de Villam Manencurtem. En 1243 c'est Manencort. La commune est créée sous le nom de Manancourt, et devient Manancourt et Etricourt en 1801, à la suite de la fusion des deux villages, avant de redevenir Manancourt.
En 1925, la commune est renommée Étricourt-Manancourt et son chef-lieu transféré à Étricourt.

## Histoire
Les séquences archéologiques d'Étricourt-Manancourt couvrent une très longue histoire.

### Préhistoire
Les préhistoriens et quaternaristes travaillent actuellement sur les traces d'occupation des premiers Néandertaliens du Nord de la France, voire les derniers Homo heidelbergensis. Les lœss  anciens (350 000 ans) ont livré des outils de la culture de l'Acheuléen,.
Dans le cadre des travaux préalables à la construction du canal à grand gabarit Seine-Nord Europe (Compiègne - Escaut) par Voies navigables de France (VNF), une équipe de l'Inrap travaille sur prescription de la Drac de Picardie, et sonde 2 500 ha pour définir les sites des fouilles préventives. En 2010, une opération de diagnostic sur l'emplacement d'un futur bassin de rétention du canal avait mis en évidence un niveau paléolithique. À partir d'avril 2012, une fouille de 3 200 m2 a été conduite pendant six mois. Plusieurs occupations paléolithiques dont la plus ancienne date au moins de 300 000 ans,,
Le gisement de plein air révèle aujourd'hui au moins cinq niveaux d'occupation paléolithiques, entre 350 000 et 80 000 ans. L'occupation la plus récente (80 000 ans) est le fait d'Homo neandertalensis (Paléolithique moyen (bifaces), entre 130 000 ans et 40 000 ans). Le Nord de la France a déjà livré une vingtaine de sites de cette époque.
Plus rares, les deux niveaux de la période précédente appartiennent à la phase ancienne du Paléolithique moyen. Ces niveaux s'inscrivent pendant la période interglaciaire du Saalien, entre 190 000 et 240 000 ans. Ils sont contemporains de niveaux fouillés à Therdonne en 1999 (près de Beauvais) et de Biache-Saint-Vaast en 1976 (Pas-de-Calais).
Le niveau le plus ancien, exceptionnel, a livré de nombreux silex taillés soit par les derniers Homo heidelbergensis soit par les premiers Néandertaliens. Il s'agit de la phase ancienne du Paléolithique inférieur,.
Les silex taillés par les chasseurs-cueilleurs sur le site proviennent de gisements de craie proches. Le site présente l'enregistrement continu de trois grands cycles climatiques glaciaires et interglaciaires (Holsteinien, Saalien et Weichselien). À 300 000 ans, le climat est tempéré proche de l'actuel puis avec le rafraîchissement, la forêt s'ouvre (pins, bouleaux), de grands cervidés comme le mégalocéros et les chevreuils y sont chassés. Les troupeaux de bisons, d'aurochs et de chevaux colonisent ensuite les steppes-toundras. À 280 000 ans, le paysage est steppique froid sans trace d'activités humaines. Entre 130 000 et 110 000 ans, la forêt tempérée s'installe à nouveau. Entre 110 000 et 80 000 ans, c'est le retour d'une forêt boréale puis entre 80 000 et 65 000 ans, de nouveau une steppe puis le désert glaciaire (avec pergélisoll) de la dernière glaciation (Weichselien ou Würm) dont les dernières manifestations tardiglaciaires s'achèvent entre 15 000 et 10 000 ans. À partir de 10 000 ans, le sol actuel se constitue avec le réchauffement climatique holocène.
Ce site représente un jalon important de l'histoire européenne puisqu'il s'agit des premiers peuplements d'Homo en Europe du Nord sur une séquence stratigraphique de onze mètres d'épaisseur, inédite. La rareté de ce type de site ajoute à son importance. La vaste surface du site commence à permettre aux préhistoriens de se poser également des questions sur l'occupation d'un territoire.

### Protohistoire
Les substructions protohistoriques suivantes ont été retrouvées[réf. nécessaire] :
- une ferme gauloise du IIe siècle[27],
- une nécropole gauloise.

### Époque moderne
Le village de Manancourt est détruit en 1654, lors d'un combat entre le maréchal de Turenne, commandant les troupes françaises, et le prince de Condé, commandant les troupes espagnoles dans le contexte du Secours d'Arras (1654). La localité est ensuite reconstruite, tout comme l'église en brique et pierre. Elle subsistera jusqu'aux combats de la Première Guerre mondiale.
Vers 1770, Charles-François de Folleville, marquis de Folleville est seigneur de Manancourt. Il a pour épouse Marie-Jeanne-Marguerite Le Gras de Maurepaire.

### Époque contemporaine
Révolution française
La commune de Manancourt, instituée lors de la Révolution française, absorbe entre 1790-1794 celle d'Étricourt. Le chef-lieu de la commune ainsi constituée est transféré à Étricourt en 1925.
A la fin du XIXe siècle, le village avait une activité essentiellement agricole. On comptait néanmoins une râperie à betteraves, dont le jus était expédié à la sucrerie de Sainte-Emilie. Une brasserie « Culot » était également implantée au village, mais cessa son activité avant la Première Guerre mondiale
Lors du recensement de 1867, Manancourt-Etricourt avait  288 maisons, 1 520 habitants, pour une superficie totale de 1 101 hectares.
La commune était desservi par la gare de Ytres-Etricourt sur le chemin de fer de Vélu-Bertincourt à Saint-Quentin, une ligne de chemin de fer secondaire à voie normale qui transporta les voyageurs et les marchandises de 1880 à 1955.
Première Guerre mondiale
La commune - plusieurs fois sur la ligne de front - a subi durant ce conflit de violents combats dont elle a longtemps conservé des séquelles,. Les habitants furent évacués. et le village occupé par l'armée allemande.
Le château reste intact pendant les premiers mois qui suivent la déclaration de guerre, en 1914. Les combats qui ont lieu ensuite aux alentours le dégradent progressivement. À la fin de 1918, il n'en reste que quelques pans de murs informes. Il n'a pas été reconstruit.
L'église Saint-Martin de Manancourt, avant sa destruction, servit d'hôpital militaire. Le crucifix en bois sculpté de l'église détruite a été sauvegardé par le lieutenant anglais Wilfried Dashwood, qui en fit don à l'église de son village, Wootton, près d'Oxford, où il se trouve depuis le 5 août 1917.
Le 24 mars 1918 (photo ci-contre), des troupes allemandes traversent à Étricourt, avec une importante intendance, le canal du Nord via deux ponts provisoires. Ce mouvement fait partie de l'« opération Michael » préparée depuis 1917 par Ludendorff, et qui débute le matin du 21 mars 1918 en Picardie par un bombardement d'artillerie court, mais d'une extrême violence, incluant des armes chimiques. L'opération Michael finit par s'enliser et l'armée allemande par reculer.

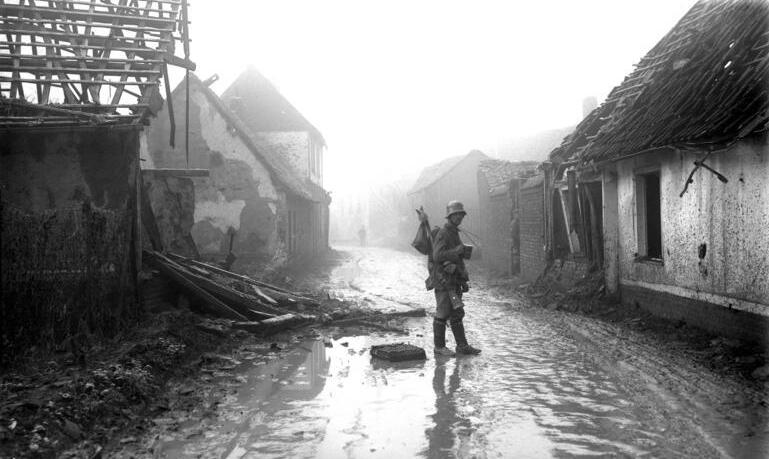
Étricourt, rue de l'Église, sous l'occupation allemande en 1916.
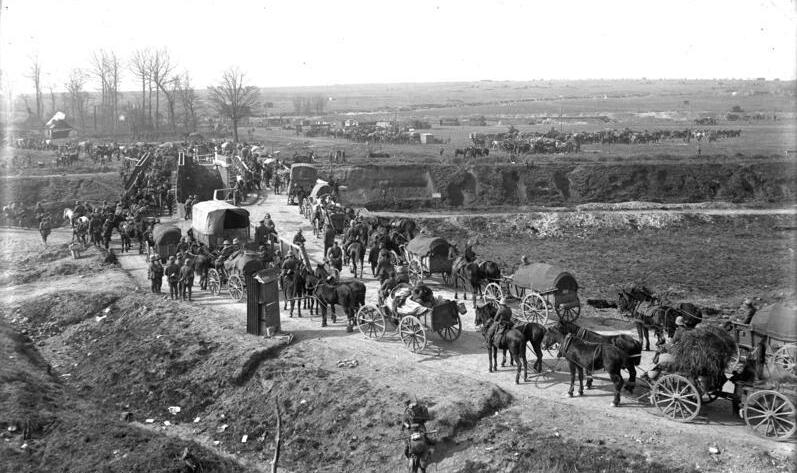
Traversée du canal du Nord par les troupes allemandes sur deux ponts provisoires (24 mars 1918).

Le village est libéré par les troupes britanniques le 4 septembre 1918
Après l'armistice de 1918, il ne restait presque plus rien du village, qui a été décoré de la Croix de guerre 1914-1918 le 27 octobre 1920.
Ce dernier - après une phase de désobusage  (enlèvement et destruction, neutralisation ou exportation des munitions non-explosées) - et après un classement en zone rouge en raison de la gravité des séquelles laissées par la guerre, a fait l'objet d'une longue reconstruction. Son financement a été aidé notamment par la ville anglaise de Stoke Poges, qui a versé 12 000 francs de l'époque pour reconstruire leur adduction d'eau potable. D'autres particuliers et d'autres collectivités, françaises (tel que Saint-Jean-de-la-Ruelle) et étrangères, ont également secouru le village,,.
La râperie, reconstruite après la guerre, cesse son activité en 1954. Ses locaux sont repris par la conserverie Unagro puis par la Société Bonduelle
En 1930, le village comptait une trentaine d'artisans ou de commerçants : 2 aubergistes, 2 entreprises de battage, un marchand de bestiaux, un boucher, un boulanger (le maire, également charcutier), 2 autres chacutiers, un bourrelier, divers brasseur, 14 cafetiers, un marchand de charbon, un charpentier, 2 charrons, 2 coiffeurs, 4 cordonniers, 3 couturières, 2 couvreurs, 1 marchand de cycles, 1 électricien, 4 épiciers, 2 marchands de légumes, 2 maréchaux, 1 quincailler...
Bien évidemment, l'activité principale du village était agricole, avec 33 cultivateurs.
.
Seconde Guerre mondiale
Le 29 avril 1944, peu avant le Débarquement de Normandie, une forteresse volante du 526e squadron du 92nd Bombardment Group de la 8th Air Force américaine, de retour d'une mission de bombardement sur Berlin, touché par la DCA allemande a atterri sur le ventre entre  le bois Saint Pierre Vaast  et le chemin de traverse qui conduit à Rancourt, sur   le   territoire   de   la   commune   de   Sailly-Saillisel. Trois des dix aviateurs sont capturés par les allemands, les 7 autres sont pris en charge par la résistance locale.

## Politique et administration

### Rattachements administratifs et électoraux
La commune se trouve dans l'arrondissement de Péronne du département de la Somme. Pour l'élection des députés, elle fait partie depuis 1958 de la cinquième circonscription de la Somme.
Elle faisait partie depuis 1801 du canton de Combles. Dans le cadre du redécoupage cantonal de 2014 en France, la commune est désormais rattachée au canton de Péronne.

### Intercommunalité
La commune faisait partie de la petite communauté de communes du canton de Combles (4C), créée fin 1993.
Celle-ci fusionne avec ses voisines pour former, le 31 décembre 2012, la communauté de communes de la Haute-Somme.

### Liste des maires
| Période                                  | Période                   | Identité             | Étiquette | Qualité                                             |
| ---------------------------------------- | ------------------------- | -------------------- | --------- | --------------------------------------------------- |
| Les données manquantes sont à compléter. |                           |                      |           |                                                     |
| 1914                                     | 1937                      | Paul Normand,        |           | Boulanger-charcutier Maire durant la Reconstruction |
| 1937                                     | 1944                      | Léon Sene            |           |                                                     |
| 1945                                     | 1959                      | Victor Raux          |           |                                                     |
| 1959                                     | 1965                      | Marcel Soret         |           |                                                     |
| 1965                                     | 1966                      | Louis Pernois        |           |                                                     |
| 1966                                     | 1971                      | Jacques Béguin       |           |                                                     |
| Les données manquantes sont à compléter. |                           |                      |           |                                                     |
| mars 2001                                | En cours (au 25 mai 2020) | Jean-Pierre Coquette |           | Réélu pour le mandat 2020-2026                      |

### Distinctions et labels
La commune a obtenu en 2016 une fleur au concours des villes et villages fleuris, après avoir été trois fois lauréate au concours du Pays Santerre Haute Somme.

## Équipements et services publics

### Enseignement
Dans les années 1960, l'école de la commune ne suffisait pas aux besoins, avec ses quatre classes. Il a fallu en aménager une cinquième dans la mairie pendant quelques années.
La baisse démographique ayant drastiquement réduit le nombre d'enfants scolarisés, en 2004 est créé le regroupement pédagogique concentré (RPC) de la Vallée de la tortille de Moislains, qui regroupe à Moislains les enfants de cette commune comme ceux d'Équancourt et d'Étricourt-Manancourt, dont l'école est alors fermée.
Ce RPC, qui scolarise 177 élèves dont 40 de la commune à la rentrée 2011 succède à un regroupement pédagogique intercommunal qui regroupait la commune, Équancourt et Fins,.

### Autres services publics
Afin de pallier la fermeture du bureau de poste, la mairie a mis en place en mai 2007 une agence postale communale..

## Population et société

### Démographie
L'évolution du nombre d'habitants est connue à travers les recensements de la population effectués dans la commune depuis 1793. Pour les communes de moins de 10 000 habitants, une enquête de recensement portant sur toute la population est réalisée tous les cinq ans, les populations de référence des années intermédiaires étant quant à elles estimées par interpolation ou extrapolation. Pour la commune, le premier recensement exhaustif entrant dans le cadre du nouveau dispositif a été réalisé en 2004.

En 2022, la commune comptait 525 habitants, en évolution de −0,38 % par rapport à 2016 (Somme : −1,26 %, France hors Mayotte : +2,11 %).
| 1793  | 1800  | 1806  | 1821  | 1831  | 1836  | 1841  | 1846  | 1851  |
| ----- | ----- | ----- | ----- | ----- | ----- | ----- | ----- | ----- |
| 1 024 | 1 005 | 1 105 | 1 149 | 1 345 | 1 455 | 1 450 | 1 522 | 1 417 |

| 1856  | 1861  | 1866  | 1872  | 1876  | 1881  | 1886  | 1891  | 1896  |
| ----- | ----- | ----- | ----- | ----- | ----- | ----- | ----- | ----- |
| 1 417 | 1 505 | 1 522 | 1 527 | 1 471 | 1 339 | 1 364 | 1 242 | 1 179 |

| 1901  | 1906  | 1911  | 1921 | 1926 | 1931 | 1936 | 1946 | 1954 |
| ----- | ----- | ----- | ---- | ---- | ---- | ---- | ---- | ---- |
| 1 177 | 1 106 | 1 173 | 639  | 817  | 718  | 675  | 607  | 644  |

| 1962 | 1968 | 1975 | 1982 | 1990 | 1999 | 2004 | 2006 | 2009 |
| ---- | ---- | ---- | ---- | ---- | ---- | ---- | ---- | ---- |
| 624  | 612  | 531  | 502  | 452  | 400  | 435  | 446  | 506  |

| 2014 | 2019 | 2022 | - | - | - | - | - | - |
| ---- | ---- | ---- | - | - | - | - | - | - |
| 528  | 529  | 525  | - | - | - | - | - | - |

### Cultes
Les églises catholiques Saint-Martin à Manancourt et Saint-Michel à Étricourt dépendent en 2016 de la paroisse Saint-Joseph, dont le siège est à Moislans.

## Culture locale et patrimoine

### Lieux et monuments
La commune est constituée par la réunion de deux villages, tous deux dotés d'une église :
- Église Saint-Martin[56] (Manancourt), reconstruite après les destructions de la Première Guerre mondiale[57], avec sa façade ornée de mosaïques. L'édifice nécessite d'importants travaux[58].
- Église Saint-Michel (Étricourt)[59], reconstruite après les destructions de la Première Guerre mondiale..
- L'ancienne gare commune à Etricourt et Ytres, sur la ligne allant de Vélu-Bertincourt à Saint-Quentin de 1880 à 1955.

On note également :
- chapelle du trait d'union, construite à l'initiative du curé Paul Delaporte en 1954 avec les vestiges de l'ancien château, située entre les deux villages historiques afin de matérialiser leur réunion. Elle a été rénovée en 2006/2007[60]
- calvaires.
- L'ancienne râperie la Vermandoise, devenue conserverie[41].
- Nouveau monument aux morts, édifié en 2016[61]
- Cimetière militaire anglais d'Étricourt-Manancort Rocquigny-Équancourt Road British Cemetery

Des chemins de randonnée ont été aménagés par la municipalité à l'emplacement d'anciens chemins agricoles ayant perdu leur utilité.

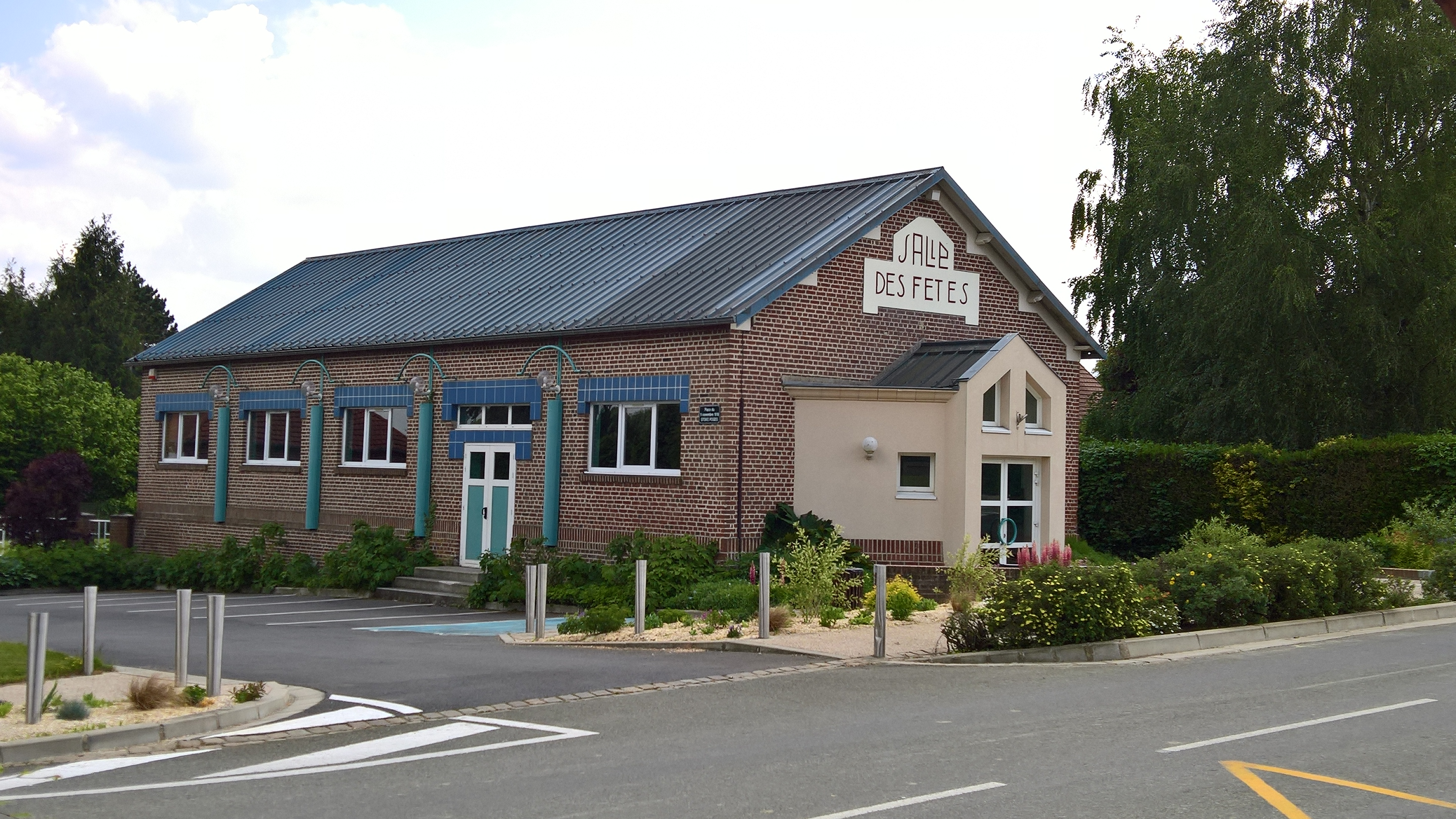
La salle des fêtes.
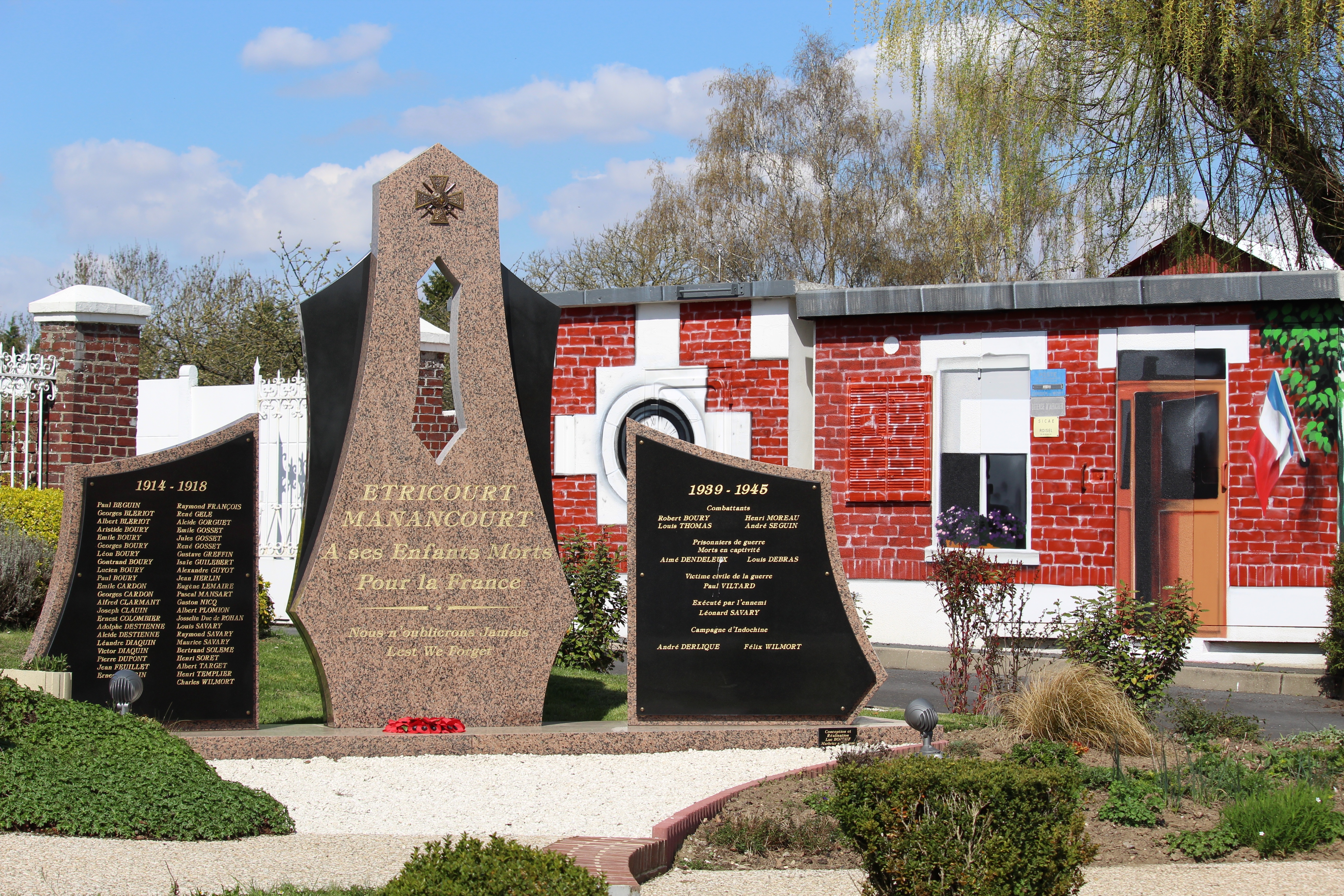
Le Monument aux Morts.
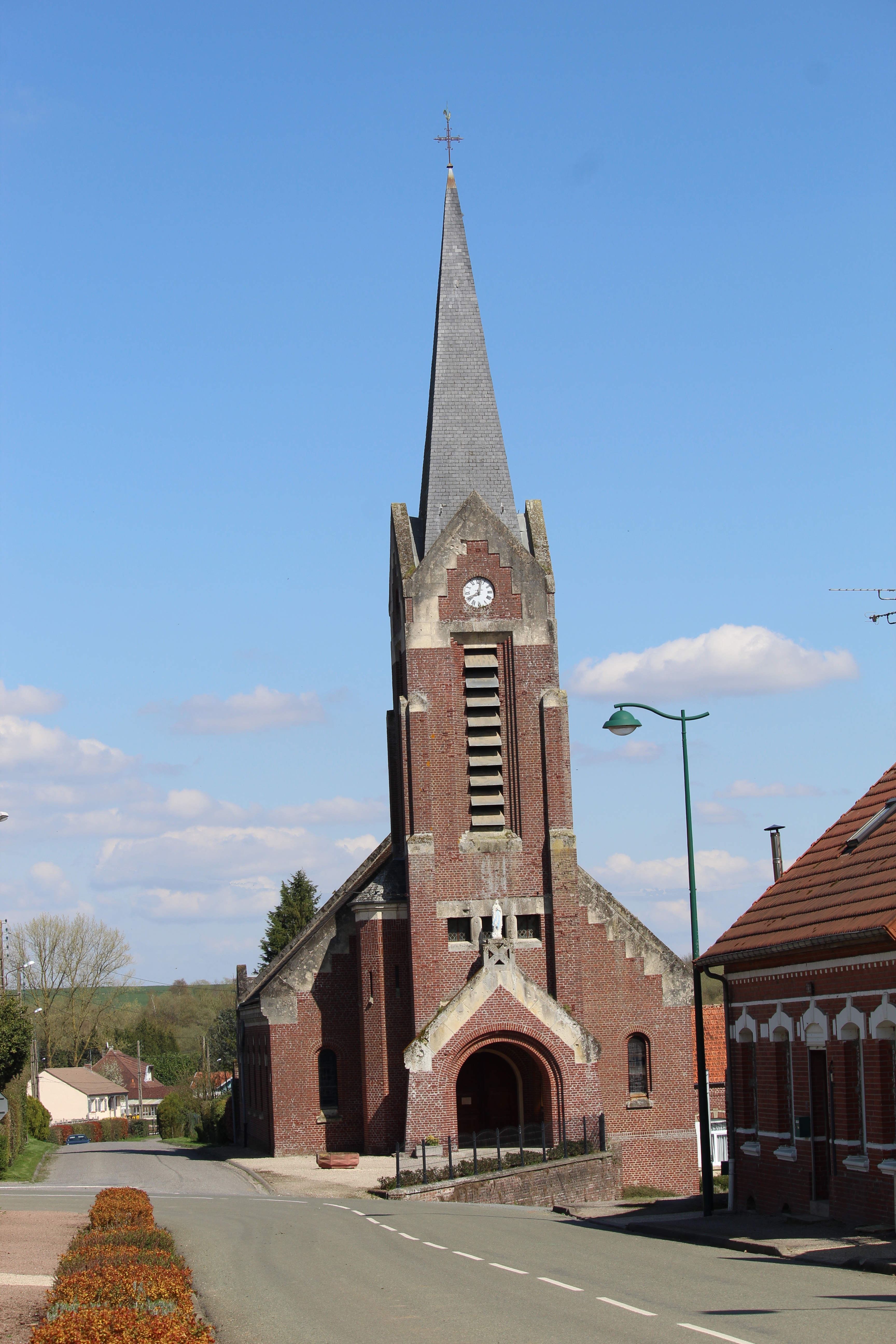
L'église Saint-Michel d'Étricourt.
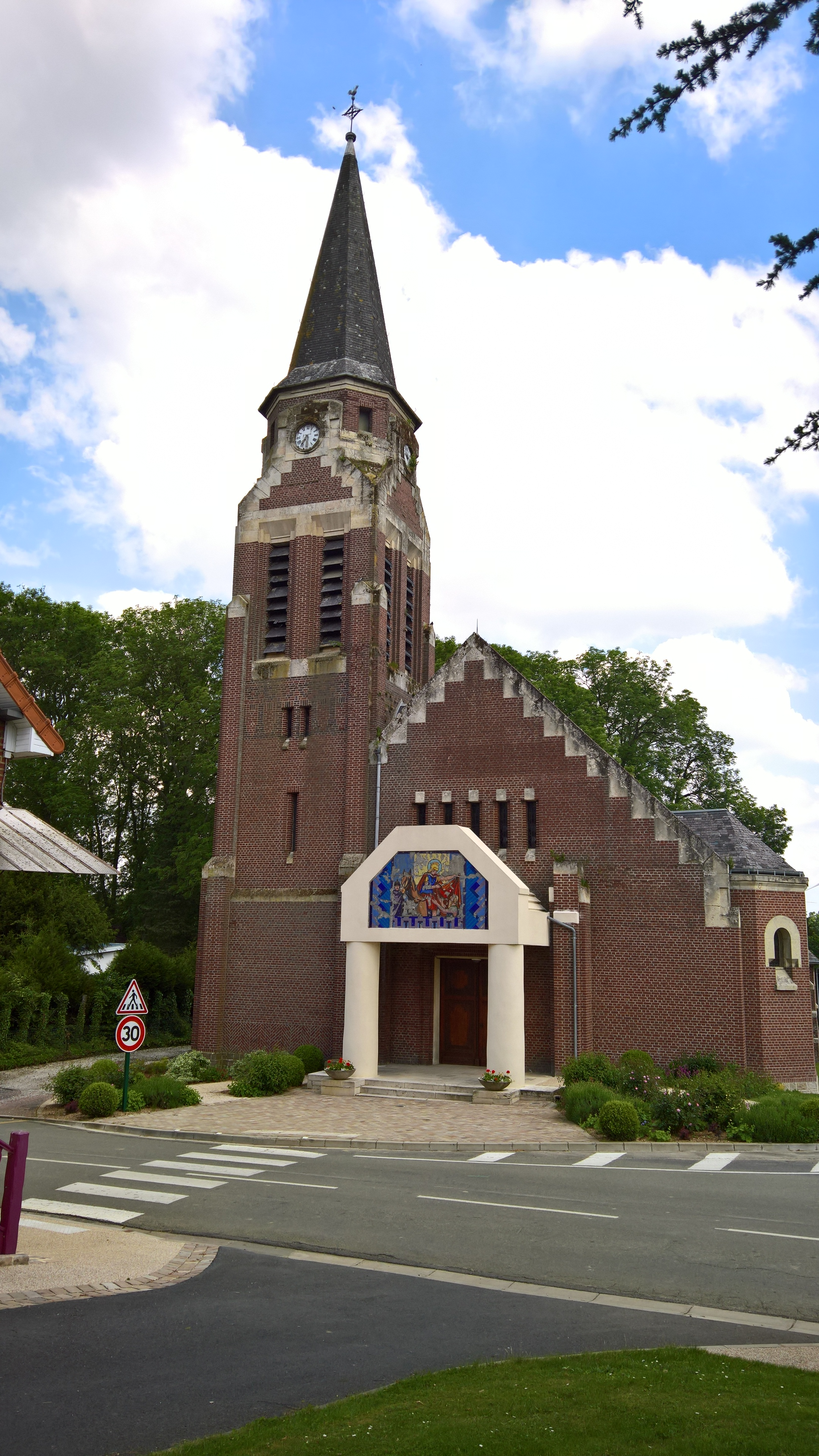
L'église Saint-Martin de Manancourt.
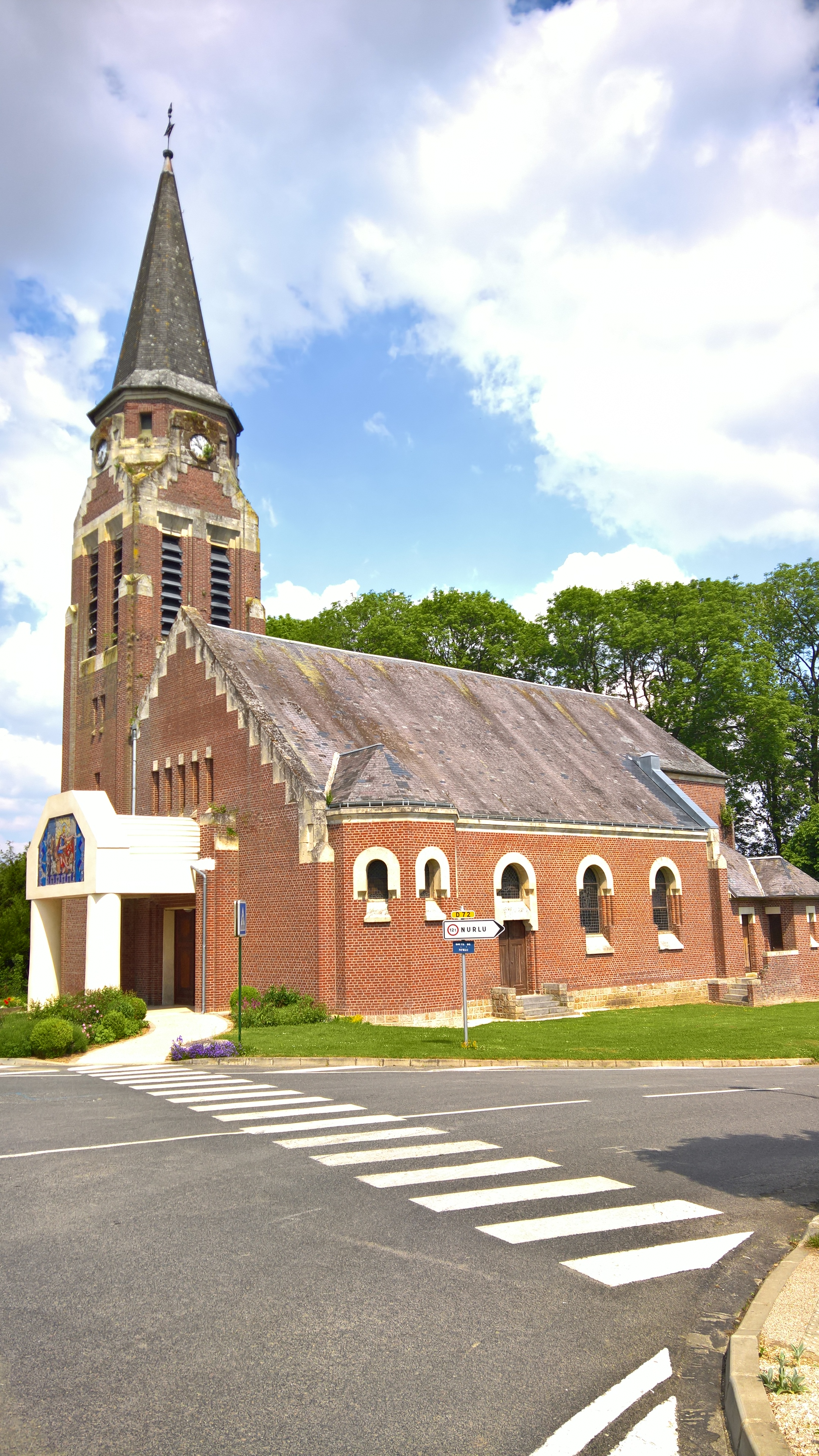
Côté de l'église.
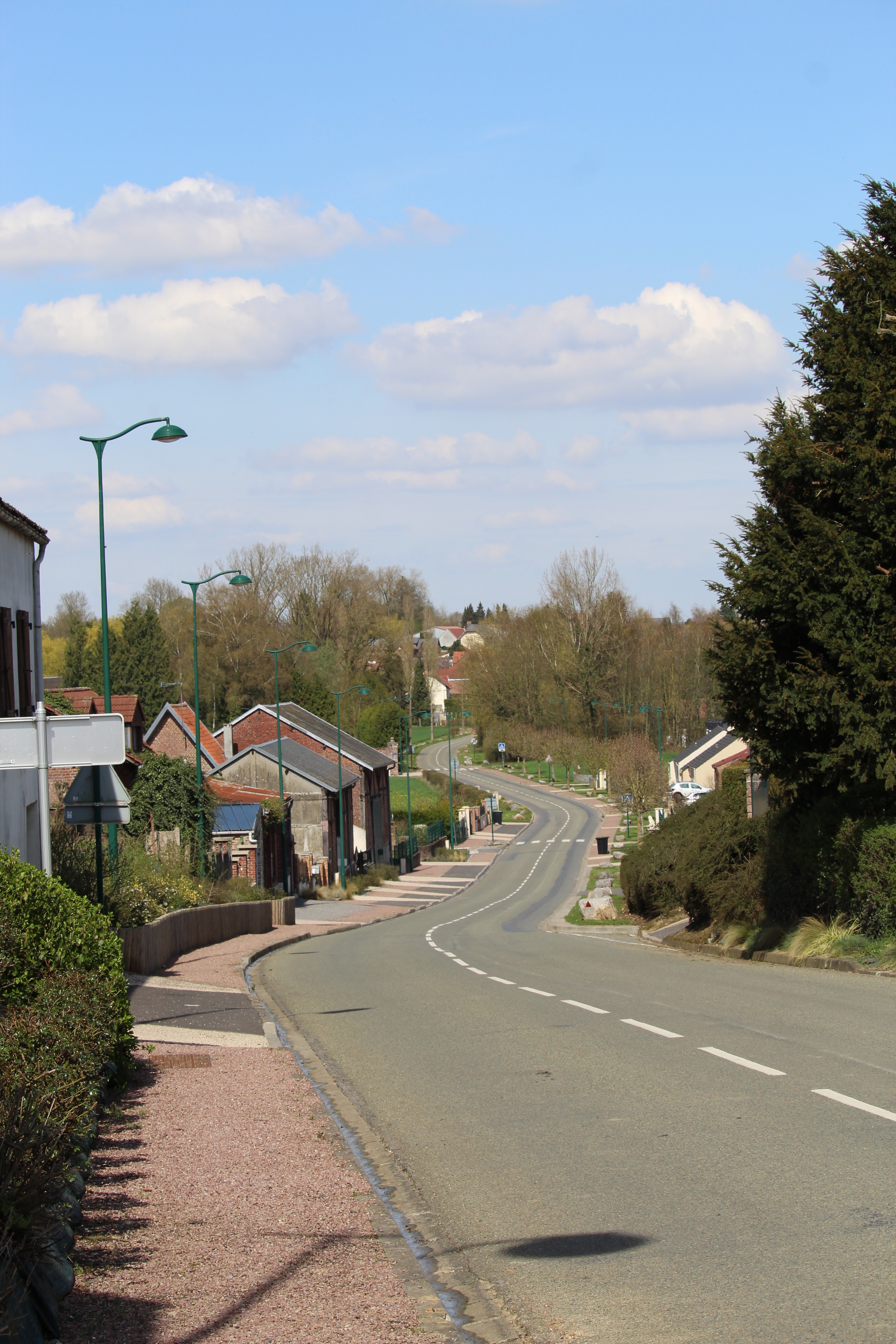
La rue principale de Manancourt menant vers Étricourt.
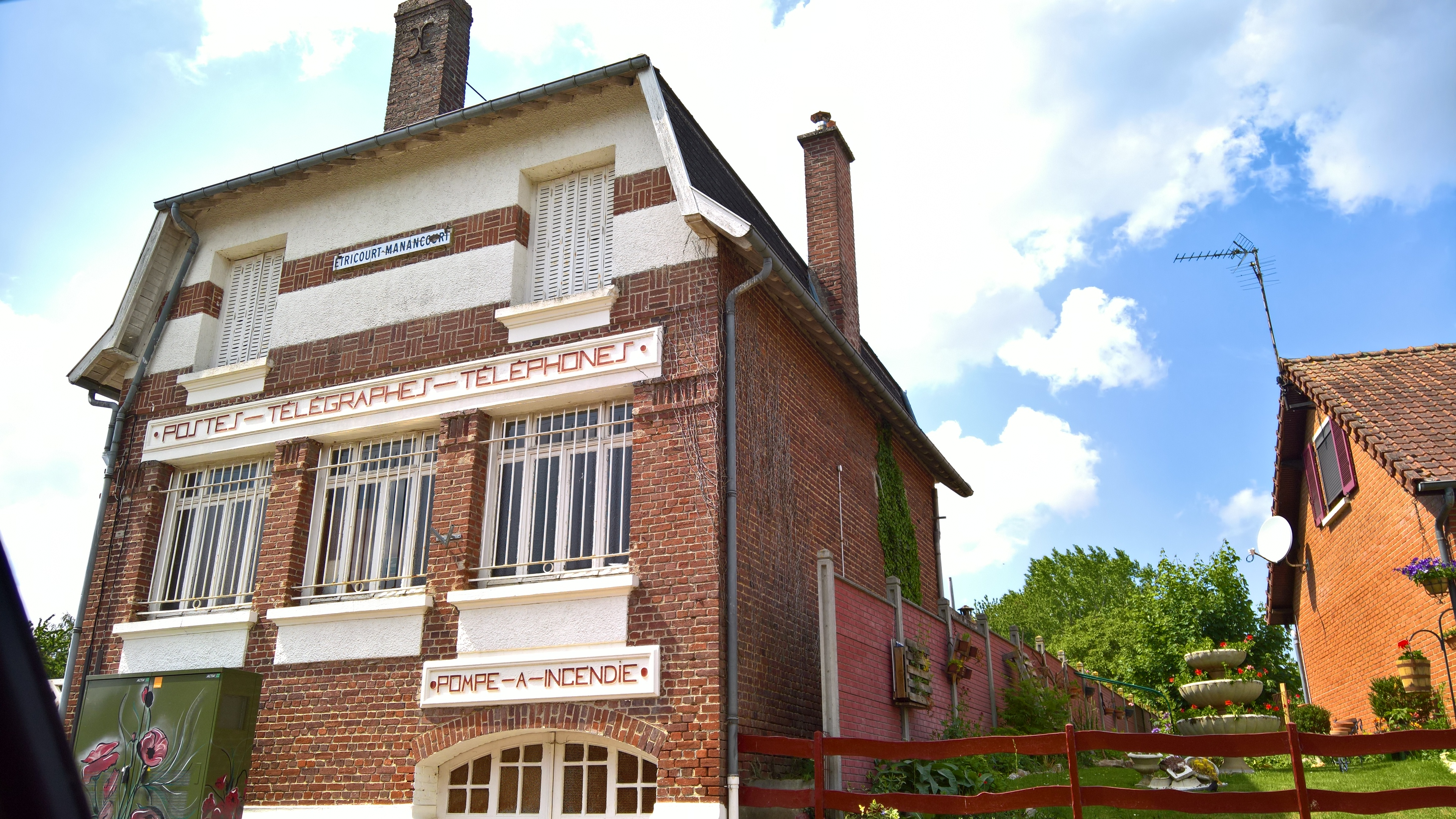
L'ancien bureau de poste, fermé en 2007.
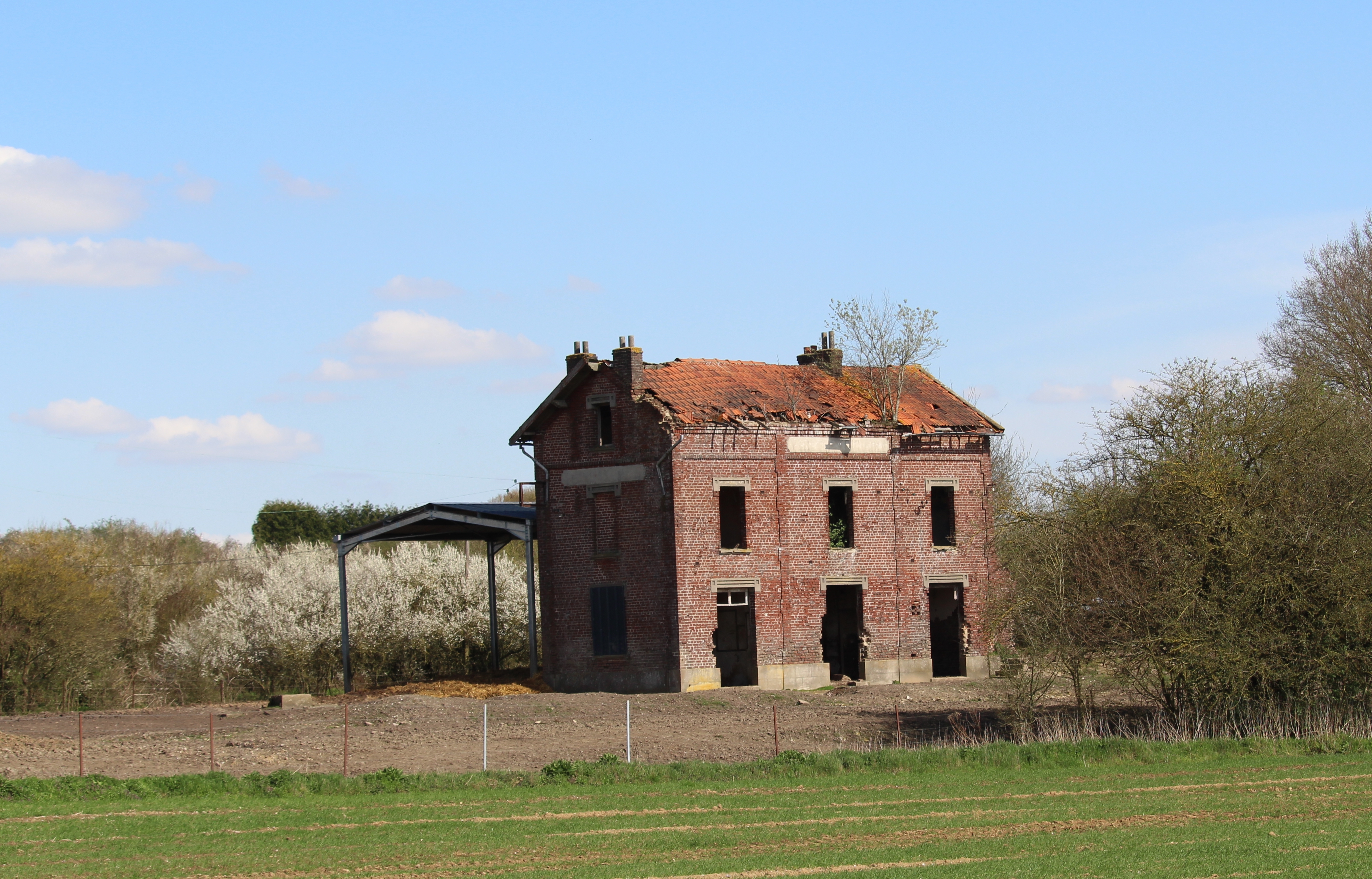
L'ancienne gare du Chemin de fer de Vélu-Bertincourt à Saint-Quentin, transformée en étable.

### Personnalités liées à la commune
- Georges Laugée (1853-1937) a peint un tableau-document, L'enterrement d'une jeune fille à Étricourt, conservé au musée de l'Échevinage de Saintes (ce tableau traite d'Etricourt-en-Nauroy dans l'Aisne, où le peintre résidait et non d'Etricourt-Manaucourt dans la Somme).
- Antoine Charles Gabriel de Folleville (château de Manancourt 1749 - château de Manancourt 1835), dernier seigneur de Manancourt, député suppléant de la noblesse du bailliage de Péronne aux États généraux de 1789, puis député à l'Assemblée constituante, de 1789 à 1791[63],[64], avant d'émigrer. Ses biens furent temporairement séquestrés par les révolutionnaires[65].
- Capitaine Cécil Robert Tidswell, aviateur militaire anglais, tombé sur le territoire communal le 16 octobre 1916 lors de la bataille de la Somme[66].

- Jean Paul, instituteur de la classe unique de la commune, assura l'instruction des enfants de 1934 à 1970. Il s'est éteint en 2008[67].

Les seigneurs de Manancourt
La seigneurie de Manancourt  appartenait au XIe siècle à la famille de Manancourt, qui la tenait encore au XIIIe siècle.
- Le premier seigneur connu est Thomas de Manancourt, né vers 1050 et cité en 1106.
- Le dernier seigneur est Jean de Manancourt, cité en 1249,
- voire son fils Bernard de Manancourt qui épousa Isabelle de Curvalle,
- d'où une fille : Hélix Catherine de Manancourt (1285-1334) qui épousa Pierre Raymond II de Rabastens (1265-1315).

En 1529, Manancourt appartient à Artus de Habarcq, dont la fille, Marie de Habarcq, épouse en 1539 Jean d'Estourmel et lui apporte Manancourt.
En 1633, les d'Estourmel vendent Manancourt à Paul de Folleville, seigneur de Beaumartin.
Les Folleville se succèdent ensuite comme seigneurs de Manancourt jusqu'à la Révolution, et y font construire un château.
Fortement remanié au milieu du XIXe siècle, cet édifice était une vaste construction en brique et pierre à l'architecture symétrique, comportant un ample corps de logis cantonné par deux pavillons, prolongés chacun par une aile en retour. Il se trouvait dans un parc de style paysager traversé par une rivière et était bordé, au sud, par une cour entourée de dépendances.
Passé par alliances successives aux familles Musnier de la Converserie, puis Rouillé de Boissy et de Rohan-Chabot, cet édifice fut détruit pendant la bataille de la Somme .

### Étricourt-Manancourt dans les arts
La reconstitution d'une salle de classe des années 1940 a été aménagée dans la mairie. Celle-ci a servi au tournage en 2015 d'une séquence du film « En mai, fais ce qu'il te plaît » de Christian Carion, inspiré de l'exode de 1940 en France.

### Héraldique
| Blason de Étricourt-Manancourt | Blason  | Écartelé : aux 1er et 4e de gueules à neuf macles d'or 3, 3 et 3, aux 2e et 3e d'or à trois chabots de gueules. |
| Blason de Étricourt-Manancourt | Détails | Il s'agit des armes du dernier châtelain de Manancourt, Josselin de Rohan-Chabot, chevalier de la légion d'honneur, 12e duc de Rohan, prince du Léon, comte du Porhoët, marquis de Folleville et de Manancourt, né en 1879 à Paris et mort pour la France le 13 juillet 1916 lors de la Première Guerre mondiale à Bray-sur-Somme (80), maire de Josselin (56), conseiller général du Morbihan, député de 1914 à 1916. Le statut officiel du blason reste à déterminer. |